# ゴールFH
『ゴールFH』（ゴールフィールドハンター）は、寺島優原作の漫画作品、及びそれを原作としたテレビアニメ。清水エスパルスのサテライト（二軍）チームに所属する若手選手たちを描く。

## 登場人物
- 龍村光：佐々木望
- 宮本拓也：置鮎龍太郎
- 寺林翔太郎：関俊彦
- 宮本薫：小山裕香
- 飛鳥井剛志：梁田清之
- 本条美奈子：岩男潤子

## 漫画
後に『焼きたて!!ジャぱん』などの代表作を著す橋口隆志の作画で、小学館の学年別学習雑誌（小学五年生 1994年4月号-1995年3月号）に連載された。（タイトルは連載中に「ゴール フィールドの狩人」から「ゴール フィールドハンター」に改められている）

## テレビアニメ
1994年4月4日から12月26日まで、NHK BS2の衛星アニメ劇場枠内で月曜 18:00 - 18:30の時間帯において放送された。全39話。

### スタッフ
- 監督 - 樋口雅一→岡嶋国敏
- 脚本 - 寺島優
- キャラクターデザイン - 岩井優器
- アニメーション制作 - イメージ・ケイ
- 音楽：宮崎慎二

### 主題歌
オープニングテーマ「サンライズいつかは」
作詞・作曲 - NAOKI / 歌 - DOG FIGHT
エンディングテーマ「ビリーブ」
歌 - DOG FIGHT

### 各話リスト
| 話 | 放送日        | サブタイトル                 | 絵コンテ         | 演出             | 作画監督          |
| -- | ------------- | ---------------------------- | ---------------- | ---------------- | ----------------- |
| 1  | 1994年 4月4日 | 夢を継ぐ者たちへ             | 狭山太郎         | 狭山太郎         | 金山明博          |
| 2  | 4月11日       | 扉を蹴って                   | 矢沢則夫         | 岡嶋国敏         | 下坂英男          |
| 3  | 4月18日       | ボールがくれた友情           | 横田和           | 吉田健次郎       | 鈴木伸一          |
| 4  | 4月25日       | 立ちはだかる父               | 岡嶋国敏         | 岡嶋国敏         | 須田正己          |
| 5  | 5月2日        | MF（ミッドフィルダー）の誤算 | ワタナベシンイチ | 狭山太郎         | 金山明博          |
| 6  | 5月9日        | たったひとりの理解者         | 遠藤克己         | 岡嶋国敏         | 下坂英男          |
| 7  | 5月16日       | ベンチウォーマーの孤独       | 山崎茂           | 山崎茂           | 鈴木伸一          |
| 8  | 5月23日       | ライバルは見ていた!          | 石山タカ明       | 浅見隆司         | 岡迫亘弘          |
| 9  | 5月30日       | 未来をみつめる瞳（め）       | ワタナベシンイチ | 狭山太郎         | 金山明博          |
| 10 | 6月6日        | 封印されたエース             | 日下部光雄       | 日下部光雄       | 佐藤多恵子        |
| 11 | 6月13日       | 砕け散ったプライド           | 石山タカ明       | 岡嶋国敏         | 下坂英男          |
| 12 | 6月20日       | 雨の日の出来事               | 山崎茂           | 山崎茂           | 鈴木伸一          |
| 13 | 6月27日       | 解きあかされた秘密           | 石山タカ明       | 狭山太郎         | 金山明博          |
| 14 | 7月4日        | ストライカーの変身           | 日色如夏         | 浅見隆司         | 岡迫亘弘          |
| 15 | 7月11日       | 夏の日の光と影               | 日下部光雄       | 日下部光雄       | 佐藤多恵子        |
| 16 | 7月18日       | Jリーガーの挫折              | 沖田十三         | 岡嶋国敏         | 下坂英男          |
| 17 | 7月25日       | 翻弄された11人               | 横田和           | 石踊宏           | 鈴木伸一          |
| 18 | 8月1日        | MF（ミッドフィルダー）の敗北 | ワタナベシンイチ | 狭山太郎         | 金山明博          |
| 19 | 8月8日        | 憧れのシュート               | 石山タカ明       | 木暮輝夫         | 高鉾誠            |
| 20 | 8月15日       | 迷える季節                   | 日下部光雄       | 日下部光雄       | 佐藤多恵子        |
| 21 | 8月22日       | 司令塔のスランプ             | 石山タカ明       | 岡嶋国敏         | 下坂英男          |
| 22 | 8月29日       | 写真にかくされた秘密         | 山内重保         | 山内重保         | 鈴木伸一          |
| 23 | 9月5日        | 過去を語るノート             | ワタナベシンイチ | 狭山太郎         | 金山明博          |
| 24 | 9月12日       | 結束のVゴール                | 日下部光雄       | 日下部光雄       | 佐藤多恵子        |
| 25 | 9月19日       | ブラジルから来たライバル     | 沖田十三         | 岡嶋国敏         | 岩井優器          |
| 26 | 9月26日       | 神様がくれたアドバイス       | 石山タカ明       | 栗本宏志         | 下坂英男          |
| 27 | 10月3日       | 傷を負ったリベロ             | 横田和           | 横田和           | 鈴木伸一          |
| 28 | 10月10日      | プロフェッショナル           | 日下部光雄       | 日下部光雄       | 佐藤多恵子        |
| 29 | 10月17日      | 贈られたPK                   | ワタナベシンイチ | ワタナベシンイチ | 金山明博          |
| 30 | 10月24日      | リザーブの転機               | 清水明           | 清水明           | 市川修            |
| 31 | 10月31日      | イメージの中のゴール         | 山崎茂           | 栗本宏志         | 下坂英男          |
| 32 | 11月7日       | 対決・二人のストライカー     | 日下部光雄       | 日下部光雄       | 佐藤多恵子        |
| 33 | 11月14日      | 意外な敵                     | 石山タカ明       | 木暮輝夫         | 岩井優器 高谷浩利 |
| 34 | 11月21日      | 優勝へのパスポート           | ワタナベシンイチ | 狭山太郎         | 金山明博          |
| 35 | 11月28日      | 生まれ変わった優等生         | 横田和           | 清水明           | 渡辺伸弘          |
| 36 | 12月5日       | 決戦前夜                     | 石山タカ明       | 雷火剣           | 下坂英男          |
| 37 | 12月12日      | 孤独のヒーロー               | 日下部光雄       | 日下部光雄       | 佐藤多恵子        |
| 38 | 12月19日      | わかち合う栄光               | ワタナベシンイチ | 日下部光雄       | 島袋美由紀        |
| 39 | 12月26日      | フィールドの狩人たち         | 石山タカ明       | 狭山太郎         | 金山明博 岩井優器 |

| NHK BS2 衛星アニメ劇場月曜18:00枠 | NHK BS2 衛星アニメ劇場月曜18:00枠 | NHK BS2 衛星アニメ劇場月曜18:00枠 |
| 前番組                            | 番組名                            | 次番組                            |
| --------------------------------- | --------------------------------- | --------------------------------- |
| うる星やつら（再放送）            | ゴールFH                          | あしたへフリーキック              |

## ゲームソフト
1995年10月13日、カロッツェリアジャパンより発売。3DO用ソフト。